# Вашингтонский округ ВВС США
Вашингтонский округ ВВС США (англ. AFDW — Air Force District of Washington) — подразделение прямого подчинения ВВС США, руководящее силами ВВС в Вашингтоне (федеральный округ Колумбия).

## История
Округ берет свое начало после Второй мировой войны, когда 15 декабря 1946 года было создано Полевое Командование Боллинга, которое взяло на себя функции различных вспомогательных организаций в окрестностях Вашингтона (федеральный округ Колумбия).
Существование Полевого Командования Боллинга было недолгим — 1 июля 1976 года штаб-квартира командования была упразднена, а её функции были переданы другим подразделениям.
7 июля 2005 года был сформирован Вашингтонский округ ВВС США, который активен и по сей день. Ежегодно 7 июля в Вашингтоне отмечается День военного округа ВВС.